# Rotrückenbussard
Der Rotrückenbussard (Geranoaetus polyosoma, Synonym: Buteo polyosoma) ist ein Greifvogel aus der Familie der Habichtartigen (Accipitridae).
Sein Verbreitungsgebiet ist der Westen und Süden Südamerikas. Es werden zwei Unterarten beschrieben.
Der Artzusatz kommt von altgriechisch ποικίλος poikilos, deutsch ‚bunt, vielfältig‘ und altgriechisch χρως chrōs, deutsch ‚Farbe, Aussehen, Anstrich‘.

## Erscheinungsbild
Der Rotrückenbussard erreicht eine Körperlänge von 46 bis 56 Zentimeter. Die Flügellänge beträgt 35 bis 45 und die Flügelspannweite 110 bis 120 Zentimeter. Rotrückenbussarde wiegen durchschnittlich 950 Gramm. Die Weibchen sind im Durchschnitt um sechs Prozent größer und schwerer als die Männchen. Weibchen haben gewöhnlich einen rotbraunen Mantel, allerdings gibt es einige wenige Männchen, die dies gleichfalls aufweisen.
Die Gefiederfärbung variiert individuell sehr stark und insgesamt werden drei Farbmorphen unterschieden. Die helle Farbmorphe hat eine weiße Körperunterseite mit Flanken, die blassbraun gesperbert sind. Der Oberkopf, der Nacken und die Flügeldecken sind dunkelbraun, die Schwingen sind schieferbraun. Die Männchen dieser Morphe sind gewöhnlich auf der Körperoberseite schiefergrau und auf der Körperunterseite weißlich. Die dunkle Morphe hat eine rotbraune Körperunterseite und eine schieferbraune Oberseite oder ist durchgängig schiefergrau gefärbt. Bei der gesperberten Morphe haben die Weibchen einen grauschwarzen Kopf, die Unterschwanzdecke und die Flanken sind schiefergrau oder rötlich braun gesperbert oder sie sind auf der Körperoberseite schwarzgrau mit einem variablen Anteil an rötlich-braunen Federn.
Der Schnabel ist bei allen Farbmorphen schwarzgrau mit einer schwarzen Schnabelspitze, die Beine und Füße sind kräftig gelb mit schwarzen Krallen. Die Augen sind entweder gelblich oder bräunlich. Noch nicht geschlechtsreife Vögel sind auf der Körperoberseite gewöhnlich dunkelbraun mit einem variablen Anteil an Rotbraun auf dem Mantel, der graue Schwanz ist schwarz quergestreift. Im Nacken finden sich weißliche Flecken.

## Verbreitungsgebiet
Das Verbreitungsgebiet des Rotrückenbussards erstreckt sich von Kolumbien über Ecuador und Peru bis in den Süden von Bolivien und Chile sowie in Argentinien bis nach Tierra del Fuego. Der Rotrückenbussard zählt außerdem zum Brutvogelbestand der Falklandinseln. Er ist insbesondere im Süden Südamerikas weit verbreitet und kommt dort vor allem in den Andenregionen vor. Während des Winterhalbjahres ist er auch in Uruguay und im Südosten Brasiliens vertreten. Die Unterart Buteo polyosoma esxul ist eine endemische Art der Insel Alejandro Selkirk, der westlichsten und zweitgrößten der im Pazifischen Ozean gelegenen Juan-Fernández-Inseln.

## Lebensweise
Der Rotrückenbussard frisst kleine Säugetiere wie Hasen, Ratten, Mäuse und Kaninchen sowie Vögel wie Gänse und Watvögel. Zum Nahrungsspektrum gehören mitunter auch Aas und Hausgeflügel.
Rotrückenbussard bauen ihre Nester gewöhnlich auf Felsbändern. Sie nutzen gewöhnlich ihren Horst jedes Jahr wieder. Zu Beginn der Fortpflanzungszeit werden am Horst weitere Zweige und Ästchen verbaut, so dass Horste über die Jahre sehr groß werden können. Das Gelege besteht aus zwei bis drei nahezu elliptischen Eiern. Diese haben eine weiße Schalenfarbe und sind rotbraun besprenkelt. Die Brutzeit beträgt 26 bis 27 Tage und die Jungvögel sind nach vierzig bis fünfzig Tagen flügge.
Vom Rotrückenbussard sind auch eine Reihe von ungewöhnlicheren Nistplätzen bekannt. Auf den Falklandinseln ist ein Fall belegt, in dem ein Brutpaar den Horst auf fortgeworfenen Rollen von Stacheldraht baute. In einem anderen Fall wurde der Horst auf einem Zaunpfahl errichtet. Auf dem Flugplatz auf dem Mount Pleasant nistete ein Paar auf dem Mast einer Radarstation. Da das Brutpaar die unmittelbare Horstumgebung aggressiv verteidigte, so dass eine Wartung der Radaranlagen nicht mehr möglich war, wurde in der Nähe ein neuer Mast errichtet und der Horst nach dort verlegt. Das Brutpaar brütete in der nächsten Fortpflanzungsperiode erfolgreich an dieser Stelle.

## Geografische Variation
Es werden folgende Unterarten anerkannt:
- G. p. polyosoma (Quoy & Gaimard, 1824), – Nominatform, Anden von Westkolumbien bis Feuerland und Falklandinseln
- G. p. exsul (Salvin, 1875), – Juan-Fernández-Inseln

Die International Ornithologists’ Union führt noch zwei weitere Unterarten auf:
- G. p. poecilochrous (Gurney, Sr., 1879), – Anden von Südkolumbien bis Südecuador, deutscher Name Veränderlicher Bussard (G. p. poecilochrous), früher (Buteo poecilochrous)
- G. p. fjeldsai (J. Cabot & T. de Vries, 2009), – Anden von Peru bis Nordwestargentinien

## Einzelbelege
1. 1 2  Rostnackenbussard bei Avibase; abgerufen am 24. September 2021.
2. ↑  J. A. Jobling: A Dictionary of Scientific Bird Names. Oxford University Press. 1991. ISBN 0-19-854634-3.
3. 1 2 3  Hadoram Shirihai: A Complete Guide to Antarctic Wildlife - The Birds and Marine Mammals of the Antarctic Continent and Southern Ocean, Alula Press, Degerby 2002, ISBN 951-98947-0-5, S. 250
4. 1 2  R. O. Bierregaard, J. S. Marks und G. M. Kirwan: Variable Hawk (Geranoaetus polyosoma), version 1.0. In: J. del Hoyo, A. Elliott, J. Sargatal, D. A. Christie und E. de Juana (Herausgeber): Birds of the World, 2020, Cornell Lab of Ornithology, Ithaca, NY, USA. Geranoaetus polyosoma
5. 1 2  Robin und Anne Woods: Atlas of Breeding Birds of the Falkland Islands, Anthony Nelson, Shorpshire 1997, ISBN 0-904614-60-3
S. 102 und S. 103.
6. ↑  IOC World Bird List Hoatzin, New World vultures, Secretarybird, raptors